# Скіпперс-Корнер (Північна Кароліна)
Скіпперс-Корнер (англ. Skippers Corner) — переписна місцевість (CDP) в США, в окрузі Нью-Гановер штату Північна Кароліна. Населення — 2912 особи (2020).

## Географія
Скіпперс-Корнер розташований за координатами 34°19′36″ пн. ш. 77°54′53″ зх. д. / 34.32667° пн. ш. 77.91472° зх. д. (34.326719, -77.914607).  За даними Бюро перепису населення США в 2010 році переписна місцевість мала площу 18,26 км², з яких 18,08 км² — суходіл та 0,18 км² — водойми.

## Демографія
Згідно з переписом 2010 року, у переписній місцевості мешкало 2785 осіб у 868 домогосподарствах у складі 631 родини. Густота населення становила 153 особи/км².  Було 926 помешкань (51/км²).
Расовий склад населення:
| - 71,5 % — білих - 20,5 % — чорних або афроамериканців - 1,5 % — корінних американців - 0,4 % — азіатів - 4,1 % — осіб інших рас |

До двох чи більше рас належало 2,1 %. Частка іспаномовних становила 10,4 % від усіх жителів.
За віковим діапазоном населення розподілялося таким чином: 18,5 % — особи молодші 18 років, 71,8 % — особи у віці 18—64 років, 9,7 % — особи у віці 65 років та старші. Медіана віку мешканця становила 37,0 року. На 100 осіб жіночої статі у переписній місцевості припадало 133,4 чоловіків;  на 100 жінок у віці від 18 років та старших — 138,2 чоловіків також старших 18 років.
Середній дохід на одне домашнє господарство  становив 78 075 доларів США (медіана — 73 150), а середній дохід на одну сім'ю — 83 354 долари (медіана — 73 860). Медіана доходів становила 36 764 долари для чоловіків та 40 611 долар для жінок. За межею бідності перебувало 12,6 % осіб, у тому числі 29,3 % дітей у віці до 18 років та 6,3 % осіб у віці 65 років та старших.
Цивільне працевлаштоване населення становило 1297 осіб. Основні галузі зайнятості: освіта, охорона здоров'я та соціальна допомога — 22,1 %, будівництво — 15,6 %, виробництво — 14,2 %.